# Złotoryja (Landgemeinde)
Die Landgemeinde Złotoryja [zwɔtɔˈrɨja] ist eine Landgemeinde im Powiat Złotoryjski der Woiwodschaft Niederschlesien in Polen. Ihr Sitz befindet sich in der Stadt Złotoryja (deutsch Goldberg in Schlesien). Die Landgemeinde, zu der die Stadt Złotoryja selbst nicht gehört, hat eine Fläche von 145 km², auf der (Stand: 31. Dezember 2020) 6994 Menschen leben. Die Gemeinde ist Teil der Euroregion Neiße.

## Geographie

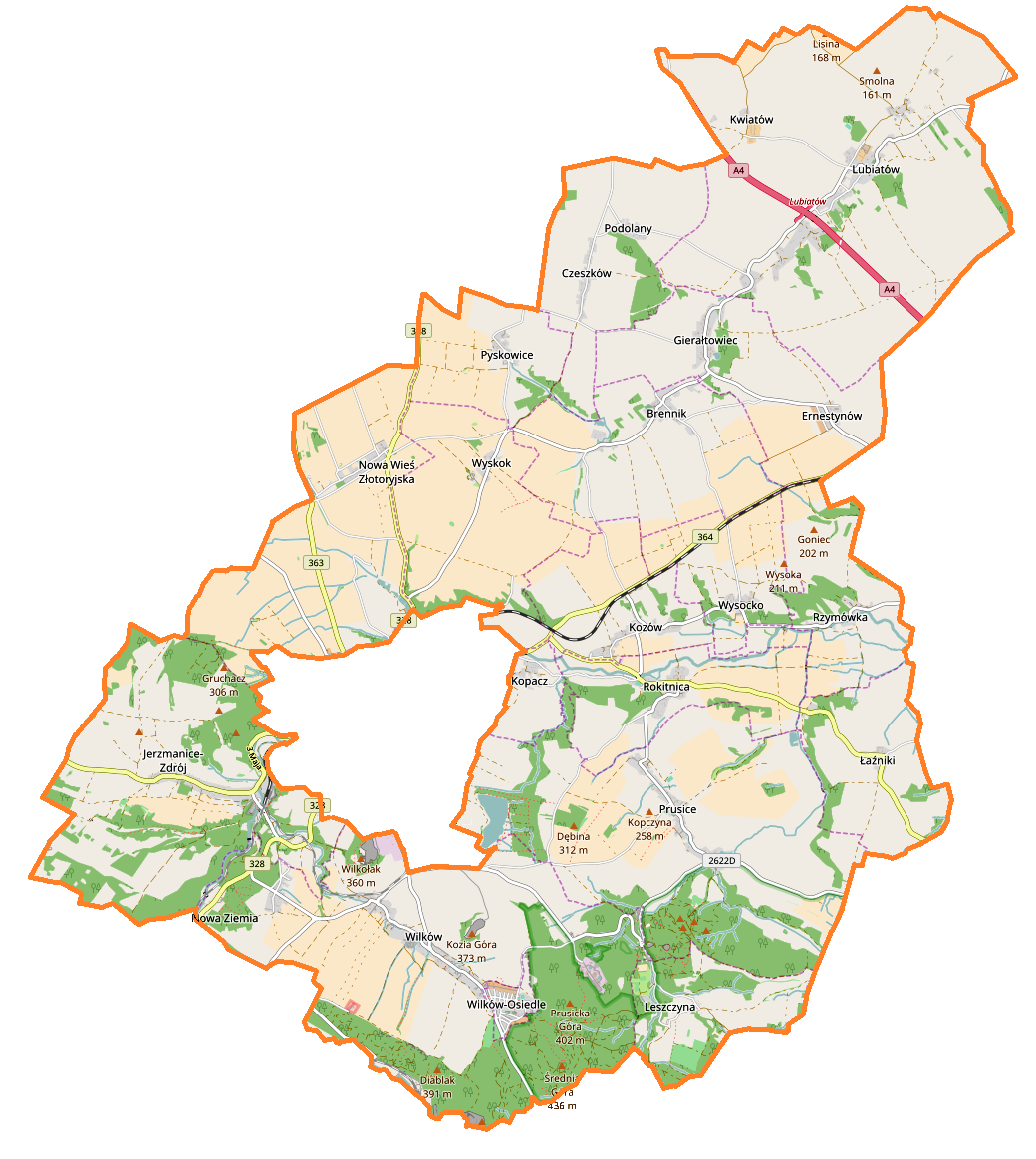
Karte der Landgemeinde

Die Landgemeinde Złotoryja liegt etwa 20 Kilometer südwestlich von Legnica (Liegnitz). Ihr Gebiet umgibt die Stadt Złotoryja an allen Seiten.

## Geschichte
Von 1975 bis 1998 gehörte die Landgemeinde zur Woiwodschaft Legnica.

## Gemeindegliederung
Die Landgemeinde Złotoryja besteht aus folgenden 18 Ortschaften mit Schulzenämtern:
- Brennik (Rothbrünnig)
- Ernestynów
- Gierałtowice (Giersdorf)
- Jerzmanice-Zdrój (Bad Hermsdorf an der Katzbach)
- Kopacz
- Kozów (Kosendau)
- Łaźniki (Laasnig)
- Leszczyna (Haasel)
- Lubiatów (Lobendau)
- Nowa Wieś Złotoryjska (Neudorf am Rennwege)
- Podolany
- Prusice (Prausnitz)
- Pyskowice (Peiswitz)
- Rokitnica (Röchlitz)
- Rzymówka
- Sępów
- Wilków (Wolfsdorf)
- Wilków-Osiedle
- Wyskok (Hohberg)
- Wysocko

Weitere Orte der Landgemeinde sind Czeszków, Kwiatów und Nowa Ziemia.